# Van Huis Uit
Van Huis Uit was een Nederlands televisieprogramma dat geproduceerd werd door de internationale televisiezender BVN. Het werd uitgezonden van 2002 tot 22 december 2005. Het werd eerst gepresenteerd door Andreas van der Schaaf en in het derde jaar door Martine van Os. De slagzin van het programma was: "Geproduceerd vóór en dóór Nederlanders". De eerste twee jaar kwam het programma van een locatie ergens in Nederland. Het programma richtte zich op de actualiteiten in en rond Nederland en kwam daarna vanuit de studio. Elke week kwamen Jan Kuitenbrouwer en Wilma Nanninga dit bespreken.Andreas van der Schaaf bleef zijn bijdrage leveren vanaf locatie. Zoals het koken van typisch Hollandse gerechten met onder anderen meesterkok Cas Spijkers. Ook was er elke week een beroemde Nederlander of Vlaming te gast die in een van de vele programma's van BVN acteert of een programma presenteerde. Zo waren onder meer Caroline Tensen, Willeke Alberti, Menno Bentveld en vele anderen in het programma te gast. De laatste aflevering van Van Huis Uit was op 22 december 2005, in deze uitzending werd teruggeblikt op de bijzondere momenten.

## BVN-bokaal
In Van Huis Uit werd eenmalig de BVN-bokaal uitgereikt. De winnaar van 2005 was het programma Kopspijkers, dat enkele weken later van de buis ging. Boer zoekt Vrouw was ook een van de publieksfavorieten die eind 2004 en begin 2005 werd uitgezonden, hier kon echter nog niet op gestemd worden. De verkiezing van het beste BVN-programma wordt in 2006 apart uitgezonden.